# Базіл-Міллс (Небраска)
Базіл-Міллс (англ. Bazile Mills) — селище (англ. village) в США, в окрузі Нокс штату Небраска. Населення — 26 осіб (2020).

## Географія
Базіл-Міллс розташований за координатами 42°30′45″ пн. ш. 97°54′30″ зх. д. / 42.51250° пн. ш. 97.90833° зх. д. (42.512436, -97.908329).  За даними Бюро перепису населення США в 2010 році селище мало площу 1,27 км², уся площа — суходіл.

## Демографія
Згідно з переписом 2010 року, у селищі мешкало 29 осіб у 11 домогосподарстві у складі 10 родин. Густота населення становила 23 особи/км².  Було 14 помешкання (11/км²).
Расовий склад населення:
| - 89,7 % — білих - 6,9 % — азіатів |

До двох чи більше рас належало 3,4 %. Частка іспаномовних становила 0,0 % від усіх жителів.
За віковим діапазоном населення розподілялося таким чином: 24,1 % — особи молодші 18 років, 55,2 % — особи у віці 18—64 років, 20,7 % — особи у віці 65 років та старші. Медіана віку мешканця становила 52,5 року. На 100 осіб жіночої статі у селищі припадало 93,3 чоловіків;  на 100 жінок у віці від 18 років та старших — 100,0 чоловіків також старших 18 років.
Середній дохід на одне домашнє господарство  становив 65 767 доларів США (медіана — 80 000), а середній дохід на одну сім'ю — 76 700 доларів (медіана — 81 250). Медіана доходів становила 36 250 доларів для чоловіків та 50 833 долари для жінок. За межею бідності перебувало 5,0 % осіб, у тому числі 0,0 % дітей у віці до 18 років та 0,0 % осіб у віці 65 років та старших.
Цивільне працевлаштоване населення становило 14 особи. Основні галузі зайнятості: будівництво — 28,6 %, транспорт — 21,4 %, виробництво — 21,4 %.